# Distrito de Túpac Amaru Inca

Provincia de Pisco (Ica)

El Distrito de Túpac Amaru Inca es uno de los ocho distritos de la provincia de Pisco, ubicada en el Departamento de Ica, bajo la administración del Gobierno regional de Ica, en el surcentro del Perú. 
Desde el punto de vista jerárquico de la Iglesia católica forma parte de la diócesis de Ica.

## Historia
El pueblo de Túpac Amaru Inca fue creado como distrito mediante decreto ley N.º 24525 un 6 de junio de 1986.
El escritor Armando Rebatta Parra, nacido en las pampas de este distrito, manifiesta que por los años de 1960 ya existía un pueblo pequeño llamado Casalla, que se había ubicado antes del cruce o repartición de la panamericana hacia Pisco. En 1965 existían en el cruce unos restaurantes donde los camioneros descansaban después de una larga ruta de trayecto. De esa manera se fue formando poco a poco el pueblo sobre un arenal bajo el nombre de Villa Túpac Amaru. En 1969 y en adelante, muchas familias de la ciudad de Pisco llegaron a poblarla con el permiso y orientación de las autoridades provinciales. Por esa razón las calles fueron bien delineadas. Existía una acequia que conducía el agua de regadío hacia las tierras agrícolas del señor Luis Rebatta, y que cruzaba transversalmente el territorio de "La Villa". Por esos años se creó la escuela Primaria y luego se amplió en 1979 como colegio secundario bajo la coordinación del Licenciado Luis Marcial Green Rebatta. Hoy es un distrito que sigue en desarrollo ampliando su territorio sobre las pampas de lanchas, la cual es muy extensa.[cita requerida]

## Autoridades

### Municipales
- 2019 - 2022[3]
  - Alcalde: Santiago José De la Cruz Ochoa, del Movimiento Regional Obras por la Modernidad.
  - Regidores:

  1. Ramón Manuel Quispe García (Movimiento Regional Obras por la Modernidad)
  2. César Emiterio Cabezas Palomino (Movimiento Regional Obras por la Modernidad)
  3. Sonia Marlene Trillo Andia (Movimiento Regional Obras por la Modernidad)
  4. Jefferson Grandez Sánchez (Movimiento Regional Obras por la Modernidad)
  5. Rosario Madelaine Olaya Calderón (Avanza País - Partido de Integración Social)

Alcaldes anteriores
- 2011 - 2014:[4] Tomás Villanueva Andia Crisóstomo, del Movimiento Alianza para la Reconstrucción (APLR).
- 2007 - 2010: Tomás Villanueva Andia Crisóstomo.

## Festividades
- San Pedro.
- San Mateo